# Paweł Izdebski
Paweł Kajetan Izdebski (ur. 3 sierpnia 1958 w Makowie Mazowieckim, zm. 23 września 2021) – polski psycholog, doktor nauk medycznych, doktor habilitowany nauk humanistycznych, profesor nauk społecznych i kierownik Katedry Psychologii Zdrowia Wydziału Pedagogiki i Psychologii Uniwersytetu Kazimierza Wielkiego w Bydgoszczy.

## Życiorys
W 1982 ukończył studia psychologiczne na Uniwersytecie Warszawskim, w latach 1982–1985 pracował jako psycholog w Wojewódzkiej Przychodni Odwykowej w Bydgoszczy, w latach 1985–1986 w Klinice Psychiatrii Akademii Medycznej w Bydgoszczy, a od 1986 był zatrudniony w Wyższej Szkole Pedagogicznej w Bydgoszczy. W 1995 obronił na Wydziale Lekarskim AM w Bydgoszczy pracę doktorską Poznawcze, emocjonalne i behawioralne aspekty funkcjonowania człowieka po leczeniu chemioterapią choroby nowotworowej. Po przekształceniu WSP pracował od 2000 w Akademii Bydgoskiej, od 2005 na Uniwersytecie Kazimierza Wielkiego. W 2008 habilitował się w Szkole Wyższej Psychologii Społecznej na podstawie pracy zatytułowanej Psychologiczne aspekty przebiegu choroby nowotworowej piersi i w tym samym roku otrzymał na UKW w Bydgoszczy stanowisko profesora nadzwyczajnego. Na UKW pracował w Instytucie Psychologii na Wydziale Pedagogiki i Psychologii. W 2009 reaktywował Zakład Psychologii Różnic Indywidualnych, przekształcony następnie w Zakład Psychologii Ogólnej i Psychologii Zdrowia, a ostatecznie w Katedrę Psychologii Zdrowia. Był kierownikiem Katedry Psychologii Zdrowia (2009-2021) oraz założycielem i kierownikiem Pracowni Testów Psychologicznych (1998-2021). W latach 2016–2019 był Prodziekanem ds. nauki Wydziału Psychologii i Pedagogiki.
Od 1998 także na Uniwersytecie Mikołaja Kopernika w Toruniu, w Katedrze Psychologii na Wydziale Nauk Pedagogicznych
Pracował także jako profesor nadzwyczajny w Państwowej Wyższej Szkole Zawodowej w Ciechanowie oraz Kujawsko-Pomorskiej Szkole Wyższej w Bydgoszczy. Wykładał także w Collegium Medicum im. Ludwika Rydygiera w Bydgoszczy Uniwersytetu Mikołaja Kopernika w Toruniu.
21 września 2020 roku z rąk prezydenta RP Andrzeja Dudy otrzymał tytuł naukowy profesora nauk społecznych.
Paweł Izdebski opublikował 113 prac naukowych (w tym 17 publikacji indywidualnych). Dokonywał także tłumaczeń monografii na język polski, m.in. Games people play Erica Berne’a. Był kierownikiem czterech ogólnopolskich programów badawczych (dla NCBR, Ministerstwa Zdrowia oraz dawnego KBN), w tym nagradzanego projektu GRADYS, mającego za zadanie opracować oprogramowanie w postaci ćwiczeń symulacyjnych z elementami wirtualnej rzeczywistości, wspomagające funkcje poznawcze osób starzejących się prawidłowo i starzejących się patologicznie w przebiegu zaburzeń otępiennych.
Paweł Izdebski sprawował funkcję Przewodniczącego Senackiej Komisji ds. Etyki. Był odznaczony Medalem Komisji Edukacji Narodowej, nagradzany przez Rektorów UKW, otrzymał Copernicus Prize od Polish Neuropsychological Society oraz Polską Nagrodę Inteligentnego Rozwoju dla Uniwersytetu Kazimierza Wielkiego za projekt GRADYS. Został pochowany na Cmentarzu Komunalnym przy ulicy Lotników w Bydgoszczy.